# Euphorbia raphanorrhiza
Euphorbia raphanorrhiza är en törelväxtart som först beskrevs av Charles Frederick Millspaugh, och fick sitt nu gällande namn av James Francis Macbride. Euphorbia raphanorrhiza ingår i släktet törlar, och familjen törelväxter.
Artens utbredningsområde är Peru. Inga underarter finns listade i Catalogue of Life.